# Camaligan
Camaligan (Bayan ng Camaligan) är en kommun i Filippinerna. Kommunen ligger på ön Luzon, och tillhör provinsen Camarines Sur. Folkmängden uppgår till 24 109 invånare år 2015.
Camaligan är indelat i 13 barangayer.